# خانه وقف مسجد وکیل
خانه وقف مسجد وکیل مربوط به اواخر دوره قاجار است و در کرمان، بازار وکیل ـ کوی خزاعی ـ پلاک ۸ واقع شده و این اثر در تاریخ ۶ دی ۱۳۵۵ با شمارهٔ ثبت ۱۵۰۳ به‌عنوان یکی از آثار ملی ایران به ثبت رسیده است.